# Ghose (B.K.), Khanapur
Ghose (B.K.) là một làng thuộc tehsil Khanapur, huyện Belgaum, bang Karnataka, Ấn Độ.